# Um Filme Falado
Um Filme Falado (traducción del portugués: Una película hablada), es una película de 2003 dirigida por Manoel de Oliveira, que por su título y por su forma ilustra explícitamente la asumida teatralidad del modo de hacer cine de su autor. La película se estrenó en Francia y Portugal en octubre de 2003. En España, en mayo de 2004.

## Argumento
Rosa María (Leonor Silveira), profesora universitaria de Historia hace un viaje en crucero con su hija María Joana (Filipa de Almeida) desde Lisboa hasta Bombay para encontrarse con su marido, piloto de avión, pasando por lugares como Egipto y el Golfo Pérsico. 
Durante el recorrido conocen a Delfina (Catherine Deneuve) una empresaria francesa, a Francesca (Stefania Sandrelli), una cantante italiana y a Helena (Irene Papas), profesora y actriz griega. También harán amistad con John Walesa (John Malkovich), el capitán del navío, un norteamericano de origen brasileño-polaco, que por su ascendencia habla portugués. A partir de esta relación, en la que los diferentes idiomas de los protagonistas se entremezclan, se produce un acontecimiento inesperado en el que pasajeros y tripulación verán peligrar su vida.

## Reparto
- Leonor Silveira - Rosa Maria
- Filipa de Almeida - Maria Joana
- John Malkovich - Capitán John Walesa
- Catherine Deneuve - Delfina
- Stefania Sandrelli - Francesca
- Irene Papas - Helena
- Luís Miguel Cintra - El mismo
- Michel Lubrano di Sbaraglione - Pescador
- François Da Silva - Cliente del pescador
- Nikos Hatzopoulos - Sacerdote ortodoxo
- António Ferraiolo - Cicerón en Pompeya
- Alparslan Salt - Cicerón del Museo de Santa Sofía
- Ricardo Trêpa - Agente
- David Cardoso (actor portugués)|David Cardoso]] - Agente
- Júlia Buisel - Amiga de Delfina